# 레이철 힐버트
레이철 힐버트(Rachel Hilbert, 1995년 3월 14일 ~ )는 미국의 모델이다.